# Nice to Meet You (песня Майлза Смита)
«Nice to Meet You» (с англ. — «Приятно познакомиться с вами») — песня британского автора-исполнителя Майлза Смита. Она была выпущена 8 ноября 2024 года на лейбле Atlantic Records в качестве четвёртого сингла его второго мини-альбома A Minute....

## История
После выхода песни Смит сказал: «Она вдохновлена историями друзей из моей жизни. Напоминание о том, что правильный человек может изменить все, часто тогда, когда вы меньше всего этого ожидаете». Версия с участием американской кантри-певицы Лейни Уилсон была выпущена 14 февраля 2025 года.
Смит исполнил «Nice to Meet You» вместе с «Stargazing» на церемонии BRIT Awards 2025.

## Отзывы
В рецензии на мини-альбом журнал Clash написал, что песня «бойкая, броская и неотразимо запоминающаяся, а также обладает лирической глубиной».
Stay Free Radio заявило: «Этот трек удобно расположился в сфере приятного на ощупь акустического попа, напоминая Coldplay и других исполнителей в этом ключе. Хотя он и не открывает новые горизонты, он обеспечивает приятное и приятное прослушивание».

## Список композиций
| №  | Название           | Длительность |
| -- | ------------------ | ------------ |
| 1. | «Nice to Meet You» | 2:56         |

| №  | Название                              | Длительность |
| -- | ------------------------------------- | ------------ |
| 1. | «Nice to Meet You» (версия Mistletoe) | 2:56         |

| №  | Название                                    | Длительность |
| -- | ------------------------------------------- | ------------ |
| 1. | «Nice to Meet You» (живая версия из Чикаго) | 3:51         |

| №  | Название                                 | Длительность |
| -- | ---------------------------------------- | ------------ |
| 1. | «Nice to Meet You» (акустическая версия) | 2:56         |

| №  | Название                                      | Длительность |
| -- | --------------------------------------------- | ------------ |
| 1. | «Nice to Meet You» (при участии Лейни Уилсон) | 2:56         |

## Чарты
| Чарт (2024—2025)                             | Высшая позиция |
| -------------------------------------------- | -------------- |
| Австралия (ARIA)                             | 80             |
| Австрия (Ö3 Austria Top 40)                  | 59             |
| Бельгия/Фландрия (Ultratop 50)               | 6              |
| Бельгия/Валлония (Ultratop 50)               | 10             |
| Канада (Canadian Hot 100)                    | 63             |
| СНГ (TopHit)                                 | 64             |
| Чехия (Rádio — Top 100)                      | 1              |
| Чехия (Singles Digitál Top 100)              | 5              |
| Дания (Airplay, Hitlisten)                   | 11             |
| Германия (GfK)                               | 39             |
| Мир (Global 200, Billboard)                  | 155            |
| Венгрия (Editors' Choice Top 40)             | 18             |
| Ирландия (IRMA)                              | 25             |
| Япония (Hot Overseas, Billboard Japan)       | 11             |
| Нидерланды (Dutch Top 40)                    | 7              |
| Нидерланды (Single Top 100)                  | 28             |
| Новая Зеландия (RMNZ)                        | 4              |
| Польша (Polish Airplay Top 100)              | 6              |
| Словакия (ČNS IFPI)                          | 1              |
| Швеция (Sverigetopplistan)                   | 78             |
| Швейцария (Schweizer Hitparade)              | 45             |
| Великобритания (OCC UK Singles)              | 6              |
| США Bubbling Under Hot 100 (Billboard)       | 15             |
| США Hot Rock & Alternative Songs (Billboard) | 13             |

## Сертификации
| Регион                                                                      | Сертификация | Продажи |
| --------------------------------------------------------------------------- | ------------ | ------- |
| Великобритания (BPI)                                                        | Серебряный   | 200 000 |
| Данные о продажах + прослушиваниях приведены только на основе сертификации. |              |         |